# Лисаневичі

Фамільний герб Лисаневичів

Лисаневичі (Лисеневич, Лесеневич, Lesieniewicz) — козацький старшинський рід польського походження. По відношенню до тих самих осіб використовується як прізвище "Лисаневич", так і "Лесеневич", "Лесаневич", "Лисеневич".
Костянтин Олексійович Лисаневич (*близько 1694-1701 – †19 жовтня 1757, Переяслав, похований у Воскресенській церкві) - Переяславський полковий суддя (1739-1751), родоначальник лінії Лисаневичів, внесених до Малоросійського родовідника.
Службу розпочав у 1725 році військовим канцеляристом  Генеральної військової канцелярії, у 1730 - призначений прилуцьким полковим комісаром (1730-1731), був узятий під бунчук гетьманом Д.Апостолом. У 1735-1739 рр. обіймав посаду переяславського полкового писаря, у 1739-1751 рр. - полкового судді переяславського.  
Дружина (з 1726 ) – Настасія Стефанівна Томаро (*1709 - †17 липня 1757), дочка Стефана Томара, переяславського полковника, внучка Якова Лизогуба.  
Діти – Василь (*1739), Микола (*1745 - †1810) (Переяславський військовий товариш, бунчуковий товариш), Феодосія (*1730), Пелагея (*1742), Євдокия (*1747), Олена (1748).